# Marie Kettnerová
Marie Kettnerová (Praag, 4 april 1911 - Londen, 28 februari 1998) was een Tsjecho-Slowaaks tafeltennisspeelster. Zij werd in Parijs 1934 en in Wembley 1935 twee keer achter elkaar wereldkampioen enkelspel. In Praag 1936 won ze daarnaast de wereldtitel in het dubbelspel, samen met haar landgenote Marie Smidová.
In 1993 werd Kettnerová opgenomen in de ITTF Hall of Fame.

## Sportieve loopbaan
Kettnerová mocht in totaal zes keer een gouden medaille komen ophalen in de loop van haar elf WK-deelnames tussen 1932 en 1950. Behalve de drie genoemde kampioenschappen in individuele disciplines, won ze in 1935, 1936 en 1938 het landentoernooi met de nationale ploeg van Tsjecho-Slowakije. In de eerste twee finales was Duitsland de klos, in de derde Engeland. Goud in het enkelspel haalde de Tsjecho-Slowaakse door in de eindstrijd van 1934 te winnen van de Duitse Astrid Krebsbach. Een jaar later veroordeelde ze Magda Gál uit Hongarije tot zilver. Kettnerová won in 1936 samen met Smidová haar enige wereldtitel in het dubbelspel. Hun landgenotes Vlasta Depetrisová en Vera Votrubcová werden tweede.
Vijf keer moest Kettnerová na de eindstrijd op een WK met zilver naar huis. In 1935 stond ze namelijk niet alleen in de gewonnen finales van het enkelspel- en landentoernooi, maar ook in die van het dubbelspel en die van het gemengd dubbel. Samen met Smidová kon de Tsjecho-Slowaakse daarbij niet op tegen de Hongaarse vrouwen Mária Mednyánszky en Anna Sipos. Daarnaast was ook het goud in het gemengd dubbelspel voor Sipos, ditmaal aan de zijde van Viktor Barna. Kettnerová verloor haar derde WK-finale, wederom in het gemengd dubbel, in Baden 1937. Samen met Stanislav Kolár verloor ze van hun landgenoten Bohumil Váňa en Vera Votrubcová.
In Caïro 1939 miste Kettnerová haar derde en laatste kans op de wereldtitel gemengd dubbelspel, wat daarmee de enige discipline werd waarin ze nooit goud haalde. Ditmaal had ze Václav Tereba naast zich staan in de finale, maar opnieuw moest ze buigen voor Váňa en Votrubcová. Dat jaar verloor de Tsjecho-Slowaakse ook de eindstrijd in het landentoernooi, van Duitsland.